# Apocalypse Now
Apocalypse Now [əˈpɒkəlɪps naʊ] ist ein Antikriegsfilm des Regisseurs Francis Ford Coppola aus dem Jahr 1979, dessen Handlung während des Vietnamkriegs spielt. Er basiert lose auf Joseph Conrads Erzählung Heart of Darkness (Herz der Finsternis) sowie auf Michael Herrs Vietnamkriegs-Reportagen Dispatches (An die Hölle verraten).
Captain Benjamin Willard, die Hauptfigur, ist Angehöriger einer amerikanischen Spezialeinheit und erhält den Auftrag, den abtrünnigen, angeblich wahnsinnig gewordenen Colonel Walter Kurtz zu töten. Willards Flussreise mit einem Patrouillenboot zu Kurtz’ Dschungelversteck in Kambodscha, wo dieser wie ein König über eine Schar von Anhängern herrscht, zeigt die Widersprüche und den Wahnsinn des Kriegs auf.
Der Film erhielt die Goldene Palme in Cannes, zwei Oscars, drei Golden Globe Awards sowie zahlreiche Nominierungen. Die Dreharbeiten im Dschungel der Philippinen und der Dominikanischen Republik waren von großen Schwierigkeiten begleitet, die den Film bereits im Vorfeld bekannt machten. Tropenstürme zerstörten mehrmals das Filmset, und der Hauptdarsteller Martin Sheen erlitt während des Drehs einen Herzinfarkt. Coppola, der bis zuletzt mit dem zugrundeliegenden dramaturgischen Aufbau des Films haderte, überzog das Budget und den Zeitplan derart massiv, dass in Hollywood bereits über ein Scheitern des Films gesprochen wurde.
Der Film gilt als ein Höhepunkt der sogenannten New-Hollywood-Ära und wird von vielen Kritikern zu den einflussreichsten bzw. besten Filmen des 20. Jahrhunderts gezählt.

## Handlung

### Kurzzusammenfassung
Im Jahr 1969, mitten im Vietnamkrieg, erhält Captain Benjamin L. Willard den Auftrag, den abtrünnigen Colonel Walter E. Kurtz zu liquidieren. Dieser hat sich von der amerikanischen Militärführung distanziert und befolgt keine Befehle mehr. Vielmehr hat er sich im Dschungel des im Vietnamkrieg neutralen Nachbarlandes Kambodscha ein eigenes „Reich“ aus desertierten US-Soldaten und Montagnards aufgebaut, über das er autoritär herrscht. Captain Willard macht sich in einem Patrouillenboot von Saigon aus auf den Weg durch den Dschungel. Die Reise der Männer entwickelt sich zu einem Höllentrip durch die Absurditäten eines sinnentleerten Kriegs und offenbart, analog zur Romanvorlage, die Abgründe der menschlichen Seele. Während der Reise mit dem Irrsinn und der Sinnlosigkeit des Kriegs konfrontiert, beginnt Willard zunehmend, an der Rechtfertigung seines Auftrags zu zweifeln. Als er Kurtz schließlich findet, ist er versucht, sich ihm anzuschließen, tötet den tief verzweifelten und am Krieg zerbrochenen Mann jedoch letztendlich auf dessen eigenes Verlangen.

### Warten in Saigon
Die Handlung des Films beginnt in Saigon (heute Ho-Chi-Minh-Stadt), der Hauptstadt des damaligen Südvietnams. United States Army Captain Willard ist Angehöriger der 173. US-Luftlandebrigade und gehört der Spezialeinheit für unkonventionelle Kriegsführung MACV-SOG an. Zu Beginn seiner zweiten Dienstzeit in Vietnam wartet er in einem Hotel auf einen neuen Auftrag. Geprägt von Alkohol, Langeweile und einem übergroßen Verlangen nach Rückkehr in den Dschungel, sagt er zu Beginn des Films aus dem Off: “Every minute I stay in this room, I get weaker. And every minute Charlie squats in the bush, he gets stronger.” (deutsch: „Jede Minute, die ich in diesem Raum verbringe, macht mich kraftloser. Jede Minute, die Charlie (Anm.: US-Army-Slang für die vietnamesische Untergrundarmee FNL) im Busch kauert, macht ihn stärker“). Seine Wartezeit endet, als er von zwei GIs zu einem Stützpunkt des Nachrichtendienstes in Nha Trang eskortiert wird. Willard rechnet mit einer Anklage, erhält zu seiner Überraschung jedoch einen streng geheimen Auftrag: die Liquidierung des vermutlich verrückt gewordenen Colonels Walter E. Kurtz. Willard soll an Bord eines Patrouillenboots den (fiktiven) Nung River flussaufwärts bis hinter die Grenze zu Kambodscha fahren, dort Kurtz aufstöbern und töten.

### Das Dossier
Willard erhält von seinen Auftraggebern ein Dossier über Kurtz, dessen Inhalt der Zuschauer bruchstückhaft über den Film verteilt erfährt: Der militärische Musterschüler in Vorbereitung auf die höchsten Stabsposten absolvierte im für diese Ausbildung sehr fortgeschrittenen Alter auf mehrfachen eigenen Wunsch gegen Widerstände den Ausbildungskurs der Special Forces. In Vietnam wich er schon bald von den Richtlinien der Streitkräfte ab. Als er unautorisiert vier mutmaßliche Doppelagenten erschoss, ermittelte die Armeeführung gegen ihn wegen Mordes, obwohl sich schnell zeigte, dass seine Tat militärisch gesehen die richtige Entscheidung gewesen war. Daraufhin brach er mit seinen vorgesetzten Stellen ganz und operierte nur noch nach seinen eigenen Vorstellungen mit desertierten regulären sowie einheimischen Hilfstruppen. Es folgte aufgrund seines Ungehorsams und der fortgesetzten brutalen und unkontrollierbaren Kriegsführung der Beschluss zu seiner Liquidation.
Als bezeichnend für den gesamten Auftrag kann folgender Satz von Willard angesehen werden:

“Charging a man with murder in this place is like handing out speeding tickets at the Indy 500.”

„Einen Mann an so einem Ort wegen Mordes zu belangen ist wie eine Verwarnung wegen überhöhter Geschwindigkeit beim Autorennen.“

### An Bord
Willard soll auf dem Nung River bzw. Nung-Fluss stromaufwärts Richtung Kambodscha gelangen. Das ihn aufnehmende Patrouillenboot vom Typ Patrol Boat River namens Erebus mit dem Funk-Rufzeichen Street Gang ist quasi ein Spiegelbild der in Vietnam operierenden, damals noch aus vielen Wehrpflichtigen bestehenden US-Streitkräfte. Boot und Besatzung gehören nicht der US-Army an, sondern der US-Navy. An Bord befinden sich:
- Der Bootskommandant, Chief Petty Officer Phillips mit drei Wehrpflichtigen:
- Bootsmaschinist Jay Hicks, genannt „Chef“, kriegsunwilliger Schnurrbartträger aus New Orleans. Im Zivilleben Koch, den der Einberufungsbefehl aus der Fortbildung zum (Küchen-)Chef und Saucier riss
- Lance B. Johnson, Neuling und bekannter Profi-Surfer, der sich lieber bräunt und Drogen konsumiert, als zu kämpfen
- Tyrone Miller, genannt „Clean“, hitzköpfiger 17-jähriger Jugendlicher aus der Bronx

Willard lässt die Crew zunächst über das Ziel der Fahrt und seinen Auftrag im Unklaren, da beides geheim ist. Erst später, als die Männer zunehmend frustriert werden ob der vermeintlichen Sinnlosigkeit des Unternehmens, setzt er sie darüber in Kenntnis. Im Mikrokosmos des Bootes, dessen Flussfahrt den roten Faden des Films ausmacht, ist Willard wegen seines separaten und geheimen Auftrags und seiner Verschwiegenheit Außenseiter, wird jedoch respektiert. Während die Crew ihrem „Alltag“ an Bord nachgeht (Drogenkonsum, Langeweile, Wache schieben), erfährt der Zuschauer durch Willards Stimme aus dem Off dessen Gedankengänge.

### Beachboys
Die 1. US-Luftkavallerie, die Willards Boot den Fluss aufwärts eskortieren sollte, nähert sich unter leichter Gegenwehr einem kleinen vom Vietcong beherrschten Dorf. Hier trifft Willard den Bataillons-Kommandeur der luftmobilen Einheit, Lieutenant Colonel Bill Kilgore. Regisseur Coppola spielt hier in einem Cameo-Auftritt einen Anweiser für ein Team Kriegsberichterstatter. Schließlich stellt sich heraus, dass der Kommandeur gar nichts von dem Eskortbefehl weiß.
Nach dem Angriff auf das Dorf verteilt Kilgore noch Spielkarten mit dem Divisionsabzeichen auf tote Vietcong. “Deathcards, let Charlie know who did this.” (deutsch: „Totenkarten, damit Charlie weiß, wer das getan hat.“)
Der selbstherrliche und surfbegeisterte Kilgore entdeckt unter der Bootscrew Lance B. Johnson, den Profisurfer. Am Abend gibt es Lagerfeuer mit eingeflogenem Bier und Steaks. Kilgore klimpert auf einer Gitarre, doch glaubt Willard: “The more they tried to make it just like home, the more they made everybody miss it.” (deutsch: „Je mehr sie versuchten, es wie zuhause wirken zu lassen, desto mehr vermisste jeder sein Zuhause.“)
Als Kilgore hört, dass bei dem Dorfstrand, an dem das Boot abgesetzt werden soll, brauchbare Wellen zum Wellenreiten (Surfen) sind, plant er einen Überfall, den er zu einem Surfausflug nutzen will. Über außen an den Kampfhubschraubern befestigte Lautsprecher wird – laut Kilgore als Mittel der psychologischen Kriegsführung – während des Angriffs auf das Dorf Wagners Walkürenritt gespielt. Unmittelbar nach der Eroberung des Dorfes soll Lance den Unterschied zwischen dem Feind und den US-Streitkräften zeigen: “Charlie don’t surf!” (deutsch: „Charlie surft nicht!“)
Dieser Filmabschnitt ist eine der ersten Begegnungen mit dem Irrealismus und dem Wahnsinn der Beteiligten des Krieges.
So befiehlt Kilgore das Surfen, obwohl am Strand noch feindliche Granaten einschlagen. Da die Soldaten unter ständigem Mörserbeschuss schlechte Ergebnisse beim Surfen erzielen, fordert Kilgore schließlich einen schweren Luftschlag mittels Napalm auf eine Baumreihe an, wo er die feindliche Mörserstellung vermutet. Der Angriff schlägt jedoch fehl; es schlagen weiter Granaten am Strand ein. Kilgore: “I love the smell of napalm in the morning […] Smells like – victory.” (deutsch: „Ich liebe den Geruch von Napalm am Morgen. […] Riecht nach – Sieg“) Durch den Napalm-Brand werden allerdings die Windverhältnisse so verändert, dass die Wellen zum Surfen zu flach werden. Willard und seine Begleiter fliehen schließlich auf das Boot. Willard nimmt dabei Kilgores Lieblingssurfboard mit (nur in der Redux-Version und dem Final-Cut enthalten).
Willards gedankliches Resümee, zurück auf dem Boot: “If that’s how Kilgore fought the war, I began to wonder what they really had against Kurtz. It wasn’t just insanity and murder, there was enough of that to go around for everyone.” (deutsch: „Wenn Kilgore den Krieg auf seine Weise führen durfte, begann ich mich zu fragen, was sie überhaupt gegen Kurtz einzuwenden hatten. Es war nicht nur Wahnsinn und Mord … davon gab es hier genug, dass für uns alle was abfiel.“)

### Playboy Bunnies
An der Station zu Hau Phat trifft die Crew am richtigen Tag ein: Eine frisch eingeflogene USO-Show steht auf dem Veranstaltungskalender. Miss August, Miss May und das Playmate of the Year erscheinen in Cowboy- und Indianerkostümen auf der Bühne. Während der Vorstellung fordert das Publikum das Entkleiden der Frauen, Soldaten stürmen die Bühne. Die Veranstaltung wird abgebrochen, die Playmates aus dem Tumult mit dem Hubschrauber ausgeflogen.
In der Redux-Version erscheinen zwei der drei Frauen in einem desolaten Notlager wieder, nachdem ihr Hubschrauber wegen Treibstoffmangels notlanden musste. Die Schiffsbesatzung tauscht hier einen Teil ihres Treibstoffs gegen sexuelle Handlungen. Die Frauen scheinen traumatisiert.

### Sampan-Zwischenfall
Auf Phillips’ Weisung hin, gegen Willards Protest, kontrolliert die Crew der Street Gang einen entgegenkommenden Sampan, in dem Phillips eine Nachschublieferung an Vietcong-Stellungen vermutet. An Bord befinden sich einige Vietnamesen, Lebensmittel und Tiere. Obwohl die Einheimischen keinen Widerstand leisten und ihre Papiere in Ordnung sind, bleibt die Stimmung auf Seiten der Amerikaner angespannt. Als Chef widerwillig die Ladung überprüft, möchte er eine Kiste öffnen, von der er zuvor eine junge Frau vertrieben hat. Als sie wieder in seine Richtung eilt, verliert Clean die Nerven und mäht mit dem schweren Bord-Maschinengewehr alle Vietnamesen auf dem Boot nieder, Lance schließt sich ihm an. Danach findet Chef in der Kiste einen Hundewelpen, um den sofort ein Streit entbrennt. Da die schwer verletzte Frau noch lebt, möchte Phillips sie in ein Lazarett bringen. Willard will jedoch keine weitere Zeit verlieren, erschießt sie mit seiner Pistole und sagt der fassungslosen Besatzung lakonisch: “I told you not to stop. Now let’s go.” (deutsch: „Ich sagte doch, ihr sollt nicht anhalten. Fahren wir weiter.“) Mit dieser Szene wollte Coppola im Vietnamkrieg tatsächlich begangene Kriegsverbrechen wie das Massaker von My Lai thematisieren.
Nach diesem Zwischenfall drückt Willard als Erzähler seine zunehmenden Zweifel am Sinn des Krieges aus: “It’s a way we had over here with living with ourselves. We cut 'em in half with a machine gun and give 'em a Band-Aid. It was a lie. And the more I saw them, the more I hated lies.” (deutsch: „Wir hatten einen Weg gefunden, wie wir uns keine Vorwürfe zu machen brauchten. Wir zerhackten sie mit Maschinengewehren in zwei Hälften und legten ihnen dann einen Verband an. Es war eine Lüge. Und je mehr ich davon sah, desto mehr hasste ich Lügen.“)

### Do-Lung-Brücke
Der letzte Stopp vor dem Gebiet, in dem es keine US-Armee mehr gibt, sondern nur noch Kurtz, ist ein nächtlicher Halt des Bootes an der umkämpften Do-Lung-Brücke. Dort herrscht totales Chaos, Verzweiflung und Grabenkämpfe. Im Hintergrund hört man über Lautsprecher Schreie, psychedelische Geräusche und undefinierbare Klänge. Drogen, Desorganisation, Angst, Panik, Tod, Leiden und kopflose Militäraktionen bestimmen den Ort, Deserteure versuchen, schwimmend wegzukommen. Willard trifft im Chaos seinen Kontaktmann, Lieutenant Carlson, der ihm aktuelle Instruktionen zu seinem Auftrag überreicht und sich mit den Worten “You don’t know how happy this makes me, sir.” (deutsch: „Sie glauben gar nicht, wie glücklich ich jetzt bin, Sir“) daran macht, zu verschwinden. Als Willard nachfragt, erwidert Carlson: “Now I can get out of here, if I can find a way. […] You’re in the asshole of the world, Captain!” (deutsch: „Jetzt kann ich hier raus, wenn ich eine Möglichkeit finde […] Hier sind Sie am beschissenen Arsch der Welt, Captain!“)
Ein Soldat feuert wie wild mit einem stationären Maschinengewehr auf bereits tote Vietcong. Auf die Frage Willards, wer hier der kommandierende Offizier sei, antwortet der Soldat symptomatisch mit der Frage: “Ain’t you?” (deutsch: „Nicht Sie?“) Ein Soldat mit dem Spitznamen “Roach” (deutsch: „Eisenschmeißer“) tötet mit einem M79-Granatwerfer einen Vietcong, der schwerverletzt zwischen den feindlichen Stellungen liegt und immer wieder “G.I., fuck you!” (deutsch: „Ami, geh zum Teufel!“) ruft.
Als sich die Crew wieder auf den Weg macht, stürzt hinter ihr die unter Beschuss stehende Brücke ein.

### Auf französischem Boden
(Nur in der Redux-Version und im Final-Cut enthalten.)
Aus dem Nebel tauchen Ruinen auf, und kurz darauf steht die Besatzung vor einer französischen Plantage. Kurz zuvor wurde Clean bei einem Beschuss vom Flussufer getötet, während er sich eine Kompaktkassette mit einer hoffnungsvollen Nachricht seiner Mutter anhörte. Er wird auf dem Gebiet der Plantage in Ehren bestattet. Beim gemeinsamen Abendessen mit den französischen Plantagenbesitzern kommt es zu heftigen Diskussionen unter den Gastgebern. Willard wird angefleht, aus den Fehlern der Franzosen im vorangegangenen Indochinakrieg zu lernen und mit seiner ganzen Kraft gegen die FNL (den Vietcong) und das diese unterstützende Nordvietnam zu kämpfen. Bei Tisch mit dem amerikanischen Offizier geraten die anwesenden Franzosen in eine hitzige Diskussion über die verlorene, kriegsentscheidende Schlacht von Điện Biên Phủ. Einer nach dem anderen verlässt wütend den Raum. Letztlich verbleiben nur noch Willard und die junge Witwe Roxanne, die ihn nach gemeinsamem Opium-Konsum sexuell verführt.
Nach eigener Aussage wollte Coppola den Zuschauer damit auf eine Art Zeitreise in die Zeit der französischen Kolonialisierung Indochinas schicken, denn Vietnam war bis wenige Jahre vor Beginn der US-Intervention noch Teil des französischen Kolonialreichs. Daher reagieren Willards Gastgeber auch mit Unverständnis und Ärger auf seinen Einwurf, dass sie doch „nach Hause“ nach Frankreich gehen könnten. Sie erklären ihm, dass sie Indochina als ihre Heimat betrachten: “This is our home, Captain.”

### Kurtz oder: Das Grauen
Kurz vor Erreichen des Ziels wird Phillips von einem Speer durchbohrt, der vom Ufer auf das Boot geworfen wurde. Sterbend versucht er erfolglos, Willard zu erwürgen. Kurz darauf tauchen die ersten Bauten von Kurtz’ Basis aus dem Nebel auf. Ein US-Fotojournalist und Anhänger von Kurtz begrüßt Willard und die verbliebene Bootsmannschaft mit einer begeisterten Lobrede auf Kurtz: “He’s a poet-warrior in a classic sense.” (deutsch: „Er ist ein Kriegerpoet im klassischen Sinne.“) Über das teilweise aus einer verfallenen Tempelanlage bestehende Gelände verteilt liegen dutzende Leichen und abgetrennte Menschenköpfe. Als der Fotograf die Bestürzung Willards darüber bemerkt, spricht er entschuldigend davon, dass Kurtz zuweilen übertreibe, aber dass man ihn deswegen nicht verurteilen dürfe. An einer Mauer steht geschrieben: „Our Motto: Apocalypse Now!“
Captain Willard wird als Gefangener zu Kurtz gebracht. Zwischen den beiden entwickelt sich ein langer Dialog, in dem Willard von Kurtz als ein “errand boy” (deutsch: „Laufbursche“) bezeichnet wird, der “sent by grocery clerks” (deutsch: „von Kolonialwarenhändlern geschickt“) worden sei, “to collect a bill” (deutsch: „die Rechnung einzutreiben“). Kurz darauf wird Willard ein grauenerregendes Präsent von Kurtz in den Schoß gelegt: Chefs abgetrennter Kopf. Dieser hatte versucht, gemäß Willards Weisung über Funk einen Luftangriff auf das Gelände anzufordern. Der Zuschauer erfährt die simple Dialektik des Colonel Walter E. Kurtz: “Horror and moral terror are your friends. If they are not, then they are enemies to be feared. They are truly enemies.” (deutsch: „Das Grauen und der moralische Terror sind deine Freunde. Falls es nicht so ist, sind sie deine gefürchteten Feinde. Sie sind deine wirklichen Feinde.“)
Während der folgenden Zeit, in der Willard Kurtz’ Gefangener ist und dessen Monologen über seine Weltsicht zuhört, entfremdet auch er sich seiner selbst und nähert sich den Ansichten von Kurtz an. Im letzten Dialog der beiden fordert Kurtz Willard mittelbar auf, ihn zu töten: “I worry that my son might not understand what I’ve tried to be. And if I were to be killed, Willard, I would want someone to go to my home and tell my son everything I did, everything you saw because there’s nothing that I detest more than the stench of lies. And if you understand me, Willard, you will do this for me.” (deutsch: „Mich beunruhigt der Gedanke, dass mein Sohn vielleicht nicht verstehen wird, worum es mir wirklich ging. Und falls ich getötet werden sollte, Willard, möchte ich, dass jemand zu mir nach Hause geht und es meinem Sohn erzählt. Alles. Alles, was ich getan habe, alles, was Sie gesehen haben. Denn es gibt nichts, was ich mehr verabscheue als den Gestank von Lügen. Und wenn Sie mich verstehen, Willard, werden Sie das für mich tun.“)
Willard tarnt sich das Gesicht mit einer archaisch anmutenden Kriegsbemalung, pirscht sich nachts an Kurtz heran und tötet ihn mit einer Machete. Gleichzeitig wird abwechselnd in zuerst ruhigen, dann immer schneller aufeinanderfolgenden Schnitten ein zur selben Zeit stattfindendes Ritual der Gefolgsleute Kurtz’ gezeigt, in dem ein gefesselter Wasserbüffel zerhackt wird. Die gesamte Szene ist mit dem Song „The End“ der Doors unterlegt, wobei sich die Geschwindigkeit der Schnitte und die Dramatik der Handlung mit der der Musik synchron steigern. Schließlich zeigt die Kamera das Gesicht des am Boden liegenden, sterbenden Kurtz in Nahaufnahme, der als letzte Worte flüstert: “The horror! The horror!” (deutsch: „Das Grauen! Das Grauen!“)
Willard durchsucht Kurtz’ Papiere und Aufzeichnungen, in denen er die handschriftliche Notiz “Drop the Bomb. EXTERMINATE Them All!” (deutsch: „Werft die Bombe ab. VERNICHTET sie alle!“) findet. Mit den Papieren in der Hand erscheint er vor dem Tempel, Kurtz’ Gefolgschaft wirft sich vor ihm auf den Boden. Er wirft die Machete weg, woraufhin auch die anderen ihre Waffen wegwerfen. Willard holt Lance aus der Menge und kehrt mit ihm zum Boot zurück, schaltet das Funkgerät des Bootes ab, aus dem immer noch um Bestätigung des Luftschlags gebeten wird, und macht sich auf den Rückweg.

## Rezeption

### Kritiken
Das Lexikon des internationalen Films schrieb: „Von Coppola virtuos inszenierter Kriegs- und Antikriegsfilm, der – in seiner zwiespältigen Darstellung der ästhetischen Faszination des Krieges – weniger die militärischen und politischen, als vielmehr die psychischen Aspekte des Vietnam-Debakels zu erhellen versucht. Basierend auf einem Roman von Joseph Conrad, wird die Grausamkeit des Krieges ebenso deutlich wie seine Sinnlosigkeit. Die überarbeitete Fassung, die vermeintlichen Nebenhandlungen größeren Raum zubilligt, setzt neue Maßstäbe und lässt noch eindeutiger in die Abgründe der menschlichen Seele blicken.“
Simon Hauck von Kino-Zeit meinte: „Eine einzelne Filmkritik kann sicherlich nicht beantworten, was in der Vergangenheit bereits in hunderten akademischen Arbeiten ausgiebig erörtert wurde. Aber eines steht unwiederbringlich fest: Ein filmisches Monstrum […] wie Apocalypse Now – Final Cut konnte so nur Ende der 1970er Jahre entstehen.“
Bei der Chicago Sun-Times wertete Roger Ebert „Auf jeden Fall ist Apocalypse Now, nach 20 Jahren erneut betrachtet, eindeutiger als je zuvor einer der Schlüsselfilme des Jahrhunderts. Die meisten Filme können sich glücklich schätzen, eine einzige großartige Szene zu haben. Apocalypse Now reiht eine an die andere, mit der Flussreise als verbindendem Element. […] Apocalypse Now ist der beste Vietnam-Film und einer der größten Filme überhaupt, weil er in die dunkelsten Winkel der Seele geht und damit andere Filme weit hinter sich lässt. Er handelt nicht so sehr vom Krieg selbst, sondern davon, welche Wahrheiten der Krieg ans Licht bringt, bei denen wir uns glücklich geschätzt hätten, wenn wir sie nie entdeckt hätten.“
Georg Seeßlen schrieb in der Zeitschrift konkret: „Es gibt Filme, die etwas zeigen, und ein paar davon machen das gut, die meisten eher schlecht. In den ersten Episoden von »Apocalypse Now« können wir noch den Eindruck haben, auch dieser Film wolle uns etwas »zeigen« über den Krieg in Vietnam. Aber die erweiterte Fassung zeigt besser als die ursprüngliche, dass das nur eine kleine Finte am Anfang ist. Der Film »zeigt« nichts, und er »weiß« nichts, er zeigt immer weniger und weiß immer weniger. Er setzt sich selbst dem Verrücktwerden an diesem Krieg und dem Verrücktwerden an dieser Kultur aus, die ihn hierher gebracht hat. Das hat an Ungeheuerlichkeit nichts verloren und schaut in seiner metamoralischen Weise auch auf die Kriege, die nach Vietnam kamen und noch kommen.“
Bei filmstarts.de meinte Ulrich Behrens: „Der Film ist ein Vietnam-Film und er ist keiner. Es gibt kaum einen Krieg, in dem er nicht hätte spielen können. Es gibt kaum eine Zivilisation, in die die Handlung nicht verankert hätte werden können. „Apocalypse now“ ist ein Kriegsfilm und auch keiner. Er lässt eine Ahnung, eine Spur davon zurück, was das, was wir so unzureichend mit dem Wort „Krieg“ zu beschreiben suchen, zwischen Menschen anrichtet – nicht nur im „wirklichen“ Krieg, sondern ebenso in den „zivilisierten“ und „unzivilisierten“ Formen des Krieges in der Zivilgesellschaft und ihrem Alltag.“

### Nachwirkung
Die berühmte „Charlie-don’t-surf“-Szene wurde in vielen späteren Werken adaptiert. Unter anderem läuft die Szene in dem Film Jarhead in einem Kino in der Kaserne sowie in der Anfangsszene bei dem Film The Beach. Andere Varianten und Anspielungen finden sich unter anderem in der Fernsehserie Die Simpsons, in den Filmen Watchmen – Die Wächter und Small Soldiers sowie in den Videospielen Duke Nukem Forever und Battlefield Vietnam.
Im Jahr 2008 veröffentlichte die belgische Sängerin Pham Quynh Anh die Single Bonjour Vietnam. Während der Titel als Übersetzung auf Good Morning, Vietnam anspielt, tut der Text dies auf Apocalypse Now, in dem Quynh Anh von „Coppolas Film“ und „wütenden Hubschraubern“ singt.
The Clash verarbeiteten 1980 die lakonische Bemerkung „Charlie don’t surf“ im gleichnamigen Song auf ihrem Dreifachalbum Sandinista!.
Die deutsche Thrash-Metal-Band Sodom schrieb den Song Napalm in the Morning, der mit dem berühmten Filmzitat „I love the smell of napalm in the morning. […] It smells like victory.“ von Lt. Colonel Bill Kilgore eröffnet und sich auf dem 2001 erschienenen Konzeptalbum M-16 befindet, das sich kritisch mit dem Thema Militarismus beschäftigt.

## Produktion

### Dreharbeiten
Der von Coppolas Produktionsfirma American Zoetrope für United Artists produzierte Film wurde auf den Philippinen und in der Dominikanischen Republik (Rio Chavon) gedreht. Für den Hubschrauberangriff zu Wagners „Ritt der Walküren“ wurde Fluggerät der philippinischen Luftwaffe bereitgestellt. Maßstäbe für die Umsetzung großer Explosionen an Filmsets setzte die von Joe Lombardis Teams umgesetzte „Napalm-Szene“, in der 5450 Liter Benzin in einem 6,5 Kilometer langen Graben entzündet wurden.
Die Dreharbeiten waren von legendären Schwierigkeiten begleitet; so wurde zum Beispiel das Set von einem Sturm fast vollständig zerstört. Mehrere Darsteller infizierten sich zudem mit Hakenwurmbefall, andere verfielen – begünstigt durch die lange Drehzeit und das wochenlange Warten auf brauchbares Wetter – verstärkt Alkohol- und Drogenexzessen. Dauerregen, drückende Feuchtigkeit und knietiefer Schlamm belasteten die Produktion stetig und machten die tropischen Bedingungen für viele Beteiligte kaum erträglich. Hauptdarsteller Martin Sheen erlitt einen Herzinfarkt, weswegen einzelne Szenen ohne ihn gedreht werden mussten. Schließlich dauerten die Dreharbeiten 16 Monate, die Produktionskosten gingen über das Doppelte des ursprünglich vorgesehenen Betrags hinaus, weshalb Coppola einen großen Teil seines damaligen Privatvermögens in den Film stecken musste. Auch seine Gesundheit soll gelitten haben, heute relativiert er jedoch diese Meldungen.
Coppola sagte 1979 bei der Filmvorstellung auf dem Filmfestival in Cannes:

“The movie is not about Vietnam. It is Vietnam. We were in the jungle. There were too many of us. We had access to too much money, too much equipment – and little by little, we went insane.”

„Der Film handelt nicht über den Vietnamkrieg. Er ist Vietnam. Wir waren im Dschungel. Wir waren zu viele. Wir hatten Zugriff auf zu viel Geld, zu viel Ausrüstung – und nach und nach wurden wir wahnsinnig.“

Coppola fasste diese Erfahrung später selbstironisch in dem Kunstwort „Idiodyssey“ zusammen, weil ihm – so seine eigene Einschätzung – bei den immer wieder umzuwerfenden Drehplänen keine seiner bewährten Regie-Strategien mehr half.
Coppolas Frau Eleanor Coppola dokumentierte die Dreharbeiten filmisch auf 16-mm-Film mit einer Handkamera. Dieses Material wurde 1991 unter dem Titel Hearts of Darkness: A Filmmaker’s Apocalypse bzw. dem deutschen Titel Hearts of Darkness – Reise ins Herz der Finsternis veröffentlicht. Eine 4K-restaurierte Fassung dieses Dokumentarfilms kam im Juli 2025 erneut in ausgewählte Kinos im Vereinigten Königreich und den Vereinigten Staaten und soll Ende desselben Monats als Collector’s Edition auf Blu-ray erscheinen. An der Fertigstellung waren auch die Regisseure George Hickenlooper und Fax Bahr beteiligt. Der Film wurde u. a. mit zwei Emmys ausgezeichnet. Zudem schrieb Eleanor Coppola ein Buch (Notes On the Making of Apocalypse Now), in dem sie die Dreharbeiten aus ihrer Perspektive schildert und das ungewöhnlich tiefe und hintergründige Einblicke in den gesamten Entstehungsprozess des Films liefert, inklusive zwischenmenschlicher Probleme und Ehekrisen.
Die Schauspieler Steve McQueen und Harvey Keitel wurden vor Drehbeginn für die Rolle des Captain Willard vorgeschlagen. Steve McQueen lehnte die Rolle ab. Harvey Keitel spielte bereits zwei Wochen lang die Rolle des Willard, als Coppola ihn wegen seiner „überdrehten“ Spielart für ungeeignet erklärte und die Rolle an Martin Sheen weitergab. Ein Großteil des bis dahin gefilmten Materials musste nachgedreht werden.
Im Making-of Hearts of Darkness ist zu sehen, wie der damals – nach eigener Aussage – in einer Lebenskrise steckende Sheen bei der Anfangsszene im Hotelzimmer in Saigon so in der Rolle aufging, dass er aus Versehen einen Spiegel einschlug und sich dabei so schnitt, dass er stark blutete. Er spielte trotzdem weiter, und der Realismus seiner (offensichtlich nicht gespielten) Verzweiflung war so „erschreckend gut“, dass er trotz seines späteren Herzinfarkts und des folgenden langen Krankenhausaufenthaltes die Hauptrolle behielt.
Francis Ford Coppola und Marlon Brando hatten im Verlauf der Dreharbeiten mehrere Auseinandersetzungen, unter anderem deswegen, weil Marlon Brando das Drehbuch von John Milius für das Buch Herz der Finsternis von Joseph Conrad gehalten hatte und es schlecht fand. Außerdem war Marlon Brando stark übergewichtig am Set erschienen und aus körperlicher Sicht ganz und gar nicht geeignet für die Rolle des Kurtz, da er in der Buchvorlage als dünner Mann beschrieben wird. Die Aufnahmen von Brando sind zumeist im Zwielicht oder fast völliger Dunkelheit entstanden, häufig ist nur sein Gesicht im Halbdunkel zu sehen. Diese Mittel verstärken die unheimliche Ausstrahlung des vermeintlich wahnsinnigen Kurtz. In dem Buch über die Dreharbeiten beschreibt Coppolas Frau jedoch, dass diese Stilmittel vor allem aus dem Wunsch des Regisseurs entstanden, das starke Übergewicht Brandos zu kaschieren. Erst in die Redux-Version integrierte Coppola einige Szenen, in denen Kurtz vollständig bei Tageslicht zu sehen ist.
Dennis Hopper musste wegen einer Infektion im Bernhard-Nocht-Institut für Tropenmedizin in Hamburg behandelt werden.
In der 25. Filmminute (sowohl alte als auch Redux-Fassung) hat Coppola einen Cameo-Auftritt als Regisseur eines Teams von Kriegsberichterstattern. Er wiederholt mehrmals seine Aufforderung an die vorbeigehenden Soldaten, nicht in die Kamera zu schauen.

### Längere Versionen
1979 kam Apocalypse Now mit einer Spielzeit von 153 Minuten in die Kinos. Im Jahr 2001 erschien eine überarbeitete Director’s-Cut-Fassung unter dem Titel Apocalypse Now Redux, die insgesamt etwa 50 Minuten zusätzliches Material gegenüber der Original-Kinofassung bietet und einige Szenen chronologisch umsortiert, womit die Gesamtspielzeit des Films etwa 202 Minuten beträgt.
Im April 2019 stellte Coppola auf dem Tribeca Film Festival mit Apocalypse Now Final Cut die endgültige Schnittfassung vor, die eine Laufzeit von 183 Minuten hat. Sie ist somit kürzer als Redux, aber dennoch länger als die Kinofassung und ist nach Coppola die von ihm favorisierte Fassung. Etwa fehlt die zweite Begegnung mit den Playboy-Bunnies, hingegen ist die Episode in der französischen Plantage vollständig enthalten.

### Unterschiedliche Abspann-Versionen
In der ursprünglichen Fassung des Films gab es keine Titelsequenz und auch keinen Abspann. Die Informationen sollten ausschließlich in einem ausgegebenen Programmheft verfügbar sein.
Für den breiten Start des Filmes wurde der Abspann geändert. Er zeigte nun die durch Falschfarben und andere Effekte extrem verfremdete Zerstörung von Kurtz’ Lager. Auf Verlangen der philippinischen Regierung mussten die Filmbauten von Kurtz’ Basis nach Drehschluss zerstört werden, was Coppola filmen ließ. Die Version mit diesem Abspann wurde auch in den deutschen Kinos gezeigt. Laut Second-Unit-Kameramann Stephen H. Burum integrierte Coppola die Zerstörung von Kurtz’ Lager allerdings nur zur Besänftigung des Spezialeffekt-Koordinators Joe Lombardi in den Abspann, dessen Team umfangreich an den Explosionseffekten gearbeitet hatte, und der nach der ersten Vorführung des Films sehr verärgert darüber war, dass sie komplett dem Schnitt zum Opfer gefallen war.
Die in den Abspann integrierte Szene führte jedoch zu zahlreichen Spekulationen über das Ende des Films. Als Coppola feststellte, dass viele Zuschauer die Zerstörung als einen von Willard angeforderten Bombenangriff auf die Dschungelbasis missverstanden, ließ er eine weitere Filmfassung herstellen, bei der der Abspann vor einem schwarzen Hintergrund lief. Einige noch in Umlauf befindliche Versionen des Films haben jedoch nach wie vor das ursprüngliche Ende.
Im Bonusmaterial der Redux-Version weist Coppola ausdrücklich darauf hin, dass die zwischenzeitlich integrierte Zerstörungs-Szene kein Ende, auch kein alternatives, darstellen soll.

## Musik und Ton
Der Soundtrack zum Film wurde von Carmine Coppola, dem Vater von Francis Ford Coppola, komponiert und von Walter Murch dirigiert. Für die Redux-Fassung wurden zwei zusätzliche Stücke mit Hilfe von Noten des mittlerweile verstorbenen Carmine Coppola eingespielt. Das Klangbild wird zumeist von collageartig arrangierten Synthesizer-Sounds bestimmt, dazu wurden Kriegs- und Umweltgeräusche wie Hubschrauber und Wind gemischt. Mickey Hart, der Schlagzeuger der Rockgruppe The Grateful Dead, nahm mit den Rhythm Devils Percussionimprovisationen für die Flussfahrt-Szenen auf. Im Jahr 1980 wurde Carmine Coppola für die Musik von Apocalypse Now mit dem Golden Globe Award ausgezeichnet und Walter Murch nahm einen Oscar für den besten Ton entgegen.
Neben der speziell für den Film komponierten Musik finden sich auch bekannte Lieder populärer Musiker im Film wieder: Die Eingangssequenz des Films und die Tötung von Kurtz sind mit dem Song The End von The Doors hinterlegt. Eine weitere bekannte Szene des Films ist der Hubschrauberangriff der Luftkavallerie auf ein vietnamesisches Dorf zu den Klängen von Richard Wagners Walkürenritt. Die Szene hat ihr historisches Vorbild in der Deutschen Wochenschau vom 4. Juni 1941 (ab Minute 12:30), in der die Luftlandung der Deutschen auf Kreta mit demselben Stück unterlegt wurde. Des Weiteren sind die Stücke Satisfaction von den Rolling Stones und eine Coverversion des Dale-Hawkins-Titels Suzie Q in der Art der Creedence-Clearwater-Revival-Aufnahme zu hören.

## Literarische Bezüge
Colonel Walter E. Kurtz (Marlon Brando) zitiert in seinem Schlussmonolog aus T. S. Eliots The Hollow Men. Das Gedicht hat Bezüge zur Vorlage des Films, dem Roman Herz der Finsternis von Joseph Conrad, denn Eliot hatte ihm in Anspielung auf Herz der Finsternis den Satz vorangestellt: Mistah Kurtz – he dead. Die abschließenden Worte von Kurtz The horror, the horror sind die Schlussworte aus Herz der Finsternis.

## Synchronisation
Die deutschsprachige Originalversion entstand in den Studios der Interopa Film GmbH in Berlin nach einem Dialogbuch von Horst Balzer sowie unter dessen Dialogregie.
Für die Neusynchronisation anlässlich der veröffentlichen Reduxfassung wurde der Film 2001 komplett resynchronisiert. Diese Fassung entstand im Filmstudio Babelsberg unter der Regie von Andreas Fröhlich und nach einem Dialogbuch von Alexander Löwe, welches auf Balzers Erstfassung aufbaute. Abgesehen von Christian Brückner in der Rolle des Captain Willard wurden alle anderen Rollen neu besetzt. Dennis Hopper wurde jetzt von seiner Standardsynchronstimme Joachim Kerzel synchronisiert, während Balzer 1979 noch Michael Chevalier verpflichtete.
| Rollenname       | Schauspieler       | Deutsche Synchronstimme | Deutsche Synchronstimme |
| Rollenname       | Schauspieler       | Originalversion         | Redux-Version           |
| ---------------- | ------------------ | ----------------------- | ----------------------- |
| Colonel Kurtz    | Marlon Brando      | Gottfried Kramer        | Thomas Fritsch          |
| Captain Willard  | Martin Sheen       | Christian Brückner      | Christian Brückner      |
| Colonel Kilgore  | Robert Duvall      | Heinz Drache            | Reiner Schöne           |
| Chef             | Frederic Forrest   | Fred Maire              | Tobias Meister          |
| Chief            | Albert Hall        | Wolfgang Hess           | Oliver Stritzel         |
| Lance B. Johnson | Sam Bottoms        | Mathias Einert          | Kim Hasper              |
| Clean            | Laurence Fishburne | Joachim Tennstedt       | Björn Schalla           |
| Photojournalist  | Dennis Hopper      | Michael Chevalier       | Joachim Kerzel          |
| Colonel Lucas    | Harrison Ford      | Frank Glaubrecht        | Bernd Vollbrecht        |
| Hubert de Marais | Christian Marquand | —                       | Georges Claisse         |
| Roxanne Sarault  | Aurore Clément     | —                       | Beate Haeckl            |

## Sonstiges
- Der Name des Bootes ist Erebus, der auf dem Heckspiegel zu sehen ist und sich auf den Sohn des griechischen Gottes der völligen Dunkelheit bezieht, da der Ausgangsroman des Films Joseph Conrads „Heart of Darkness“ war. (Erebus und Terror waren auch die beiden verlorenen Schiffe bei der berühmten Polarexpedition von Sir John Franklin von 1845 bis 1846.) Auf die Rückseite des Sitzes im vorderen MG-Turm des PBR hat der MG-Schütze Lance die Worte „God’s Country“ geschrieben. Die stählerne Panzerplatte, die das M2 .50 cal MG am Heck des Bootes schützt, ist mit den Worten „Canned Heat“ beschriftet.[6]
- Laurence Fishburne war 14 Jahre alt, als die Produktion 1976 begann. Um die Rolle des jungen Soldaten zu ergattern, log er über sein Alter.[6]

## Auszeichnungen
- Film-Festival Cannes 1979:
  - Goldene Palme (bester Film) und FIPRESCI-Preis
- Oscarverleihung 1980:
  - Beste Kamera (für Vittorio Storaro)
  - Bester Ton (für Walter Murch, Mark Berger, Richard Beggs, Nat Boxer)
  - Nominierung bester Film
  - Nominierung für Ausstattung (für Dean Tavoularis)
  - Nominierung für Drehbuch-Bearbeitung
  - Nominierung für bester Nebendarsteller (Robert Duvall)
  - Nominierung für Regie
  - Nominierung für Schnitt
- Golden Globe Award (1980):
  - Bester Regisseur – Francis Ford Coppola
  - Bester Nebendarsteller – Robert Duvall
  - Beste Filmmusik – Carmine Coppola
  - Nominierung: Bester Film (Kategorie: Drama)
- 2000: Aufnahme in das „National Film Registry“ der Library of Congress (USA)
- Auszeichnungen vom renommierten American Film Institute:
  - 1998: Platz 28 in der Liste der 100 besten Filme aller Zeiten (2007: Platz 30)
  - Das Zitat: Ich liebe den Geruch von Napalm am Morgen. erreichte Platz 12 in der Liste der 100 besten Filmzitate aller Zeiten

Die Filmbewertungsstelle Wiesbaden verlieh dem Spielfilm in der Redux-Fassung das Prädikat „besonders wertvoll“. Die Gutachter erklärten: „Francis Ford Coppola ist mit dem Neuschnitt des Films aus dem Jahr 1979 eine überragende Meisterleistung gelungen.“